# Ochlerotatus ventrovittis
Ochlerotatus ventrovittis is een muggensoort uit de familie van de steekmuggen (Culicidae). De wetenschappelijke naam van de soort is voor het eerst geldig gepubliceerd in 1916 door Harrison Gray Dyar. Deze muggen zwermen in de vroege lente uit in de streek rond Lake Tahoe en in Sierra County (Californië)